# Tarcoola (stacja kolejowa)
Tarcoola – stacja kolejowa w miejscowości Tarcoola, w stanie Australia Południowa, w Australii. Stacja obsługuje dwie linie kolejowe, The Ghan łączącą Adelaide z Darwin. oraz Indian Pacific łączącą Perth z Sydney.
| Tarcoola       |  |           |
| Linia The Ghan |  |           |
| Manguri        |  | Kingoonya |

| Tarcoola             |  |           |
| Linia Indian Pacific |  |           |
| Cook                 |  | Kingoonya |